# Denis Alexandrowitsch Koroljow
Denis Alexandrowitsch Koroljow (russisch Денис Александрович Королёв), auch: Denis Korolev; (* 24. Dezember 1938 in Moskau) ist ein russischer Opernsänger (Tenor). Er war lange Jahre Solist am Bolschoi-Theater.

## Leben
Koroljow absolvierte von 1958 bis 1965 ein Gesangsstudium am Staatlichen Moskauer P.-I.-Tschaikowski-Konservatorium bei G. I. Titz (Tits). Während des Studiums, 1964–1965, debütierte er als Lenski in der Oper Eugen Onegin am Stanislawskij-Theater in Moskau. Als Solist des Stanislawski- und Nemirowitsch-Dantschenko-Musiktheaters sang er außerdem den Len’ka in der Oper Im Sturm von Tichon Nikolajewitsch Chrennikow, den Pavka in der Oper Die Familie von Taras von Dmitri Borissowitsch Kabalewski und den Ferrando in Così fan tutte von Wolfgang Amadeus Mozart.
1964 trat er erstmals am Bolschoi-Theater auf, ebenfalls mit der Partie des Lenski. Sein Partner in der Titelrolle des Eugen Onegin war der Volkskünstler der UdSSR Georg Ots. In den Folgejahren gehörte diese Partie zu einer der besten in Koroljows Repertoire. 1965 erhielt er einen Anfängervertrag als „Lernsänger“ (стажер) am Bolschoi-Theater. Später war er dort lange Jahre als lyrischer Tenor fest engagiert.
Er sang dort unter anderem:
- Herzog in Rigoletto, 1965
- Almaviva in Il barbiere di Siviglia, 1965
- Alfredo in La traviata, 1966
- Grigorij in Boris Godunow, 1968
- Mikola in Semjon Kotko von Sergei Prokofjew, 1970
- Anatol Kuragin in Krieg und Frieden von Sergei Prokofjew, 1975
- Marquis in Der Spieler von Sergei Prokofjew, 1975
- Manilov in Tote Seelen von Rodion Schtschedrin, 1977
- Mozart in Mozart und Salieri von Nikolai Rimski-Korsakow, 1978
- Ferrando in Così fan tutte, 1978
- Zinovij Borisovitsch in Katerina Ismailowa, 1980
- Antonio in Die Verlobung im Kloster von Sergei Prokofjew, 1983

Koroljow nahm an Gastspielen sowohl in der UdSSR als auch im Ausland teil: unter anderem in Frankreich, in der DDR, in der BRD, in Österreich, Bulgarien, Rumänien und Polen. Am erfolgreichsten waren seine Auftritte während des Gastspiels des Bolschoi-Theaters in den USA (1975), wo er mit den Partien des Marquis in Der Spieler, als Anatol Kuragin, als Lenski und als Gottesnarr aufgetreten ist.

## Preise und Auszeichnungen
- 1966: 1. Preis beim Internationalen Musikwettbewerb der ARD, Kategorie Gesang[1]
- 1967: 2. Preis des Internationalen Wettbewerbs „Franz Schubert und das 20. Jahrhundert“ in Wien
- 1976: „Verdienter Künstler der RSFSR“

## Stimme und Tondokumente
Unter den vokalischen Vorzügen des Sängers hoben die Kritiker einen breiten Stimmumfang hervor, der Korolev ermöglichte, tessiturale Schwierigkeiten mit Leichtigkeit hinzubekommen, indem er nicht nur die Obertöne, sondern auch die für Tenöre schwer zugänglichen Untertöne frei überwinden konnte. Er besaß einen „lyrischen Tenor von außerordentlichen Wohlklang, der für ein jedes Operntheater eine große Ehre bedeuten könnte“.
Mit Koroljow sind folgende Opern aufgenommen worden:
- Im Sturm (Ljon’ka; Dirigent G. P. Provatorov),
- Der geizige Ritter (Alber, G. N. Roždestvenskij),
- Die lustige Witwe (Camille de Rosillon, Dirigent A. Michajlov).

Koroljow nahm außerdem Lieder folgender Komponisten wurden auf Platten auf: Michail Glinka, P. I. Tschajkovskij, Sergej Rachmaninow, Georgi Svididov, Franz Schubert. Außerdem die Arien des Rudolf, Lenski und Herzog – Dirigenten B. E. Hajkin und Gennadi Nikolajewitsch Roschdestwenski; ebenso Alescha Popovitsch in Dobrynja Nikitisch von Catterino Cavos, Dirigent Gennadi Nikolajewitsch Roschdestwenski. Alle Aufnahmen produzierte die Firma „Melodija“ in den 1960–1970er Jahren.

## Kritiken
- Die Zeitung Daily News schrieb am 30. Juni 1975: „der hohe wunderschöne kräftige lyrische Tenor von Denis Korolev passt zur Partie von Lenskij in idealer Weise. Um jemanden zu finden, der ihm in der musikalischen Begabung gleich wäre, müsste man eigentlich die Aufnahme des legendären Ivan Kozlovskij durchhören…“.
- Die Zeitung Daily News schrieb am 6. Juli 1975: „…Denis Korolev wiederholte seinen Super-Lensky“.
- Die Zeitung New York Times schrieb am 29. Juni 1975: „…Denis Korolev, der die Partie von Lenskij singt, verfügt über einen attraktiven schönen Tenor, den er sehr ausdrucksvoll und emotional zu beherrschen weiß…“.
- Die Zeitung New York Post schrieb am 30. Juni 1975: „…Denis Korolev war in der Rolle von Lensky außerordentlich anziehend: durch sein schönes Gesicht, durch seine feine Rolleninterpretation, durch die schöne Stimme und den Lyrismus des Gesangs…“.